# Joseph Merhi
Joseph Merhi est un producteur, réalisateur et scénariste britannique, né le 1er juin 1953 à Southampton (Royaume-Uni).

## Filmographie

### comme producteur
- 1986 : Mayhem
- 1986 : Hollywood in Trouble
- 1987 : The Newlydeads
- 1987 : Heat Street (vidéo)
- 1987 : Fresh Kill
- 1987 : Epitaph
- 1987 : Dance or Die (vidéo)
- 1988 : Payback
- 1988 : L.A. Crackdown
- 1988 : L.A. Crackdown 2
- 1988 : The Killing Game
- 1988 : Hollow Gate
- 1988 : Emperor of the Bronx
- 1988 : Death by Dialogue
- 1989 : Shotgun
- 1989 : Faits divers à la une (Midnight Warrior)
- 1989 : L.A. Vice
- 1989 : Pour la mort d'un flic (en) (L.A. Heat)
- 1989 : Guerrero del Este de Los Angeles
- 1990 : Repo Jake
- 1990 : Living to Die
- 1990 : The Killer's Edge
- 1990 : Chance
- 1990 : Angels of the City
- 1990 : American Born
- 1990 : Sinners
- 1990 : Night of the Wilding
- 1991 : A Time to Die
- 1991 : Quiet Fire
- 1991 : The Last Riders
- 1991 : Ciné maniac (The Art of Dying)
- 1991 : Le Cercle de feu (Ring of Fire)
- 1992 : Final Impact
- 1992 : Deadly Bet
- 1992 : Street Crimes
- 1992 : Maximum Force
- 1993 : Private Wars
- 1993 : No Escape, No Return
- 1993 : Alien Intruder
- 1993 : CIA: nom de code Alexa (CIA Code Name: Alexa)
- 1993 : Intent to Kill (vidéo)
- 1993 : Ring of Fire II: Blood and Steel
- 1993 : Fist of Honor
- 1993 : To Be the Best
- 1993 : Out for Blood
- 1994 : La Tigresse sort ses griffes (Guardian Angel)
- 1994 : Firepower
- 1994 : Magic Kid (en)
- 1994 : La Croqueuse de diams (Ice)
- 1994 : Avec les compliments d'Alexa (CIA II: Target Alexa)
- 1994 : CyberTracker
- 1994 : Deadly Target (en)
- 1994 : Le Jeune ninja 2 (Magic Kid II)
- 1994 : Direct Hit
- 1995 : Two Bits & Pepper
- 1995 : Storybook
- 1995 : Hologram Man
- 1995 : A Dangerous Place
- 1995 : Cellblock Sisters: Banished Behind Bars
- 1995 : Terminal Force (T-Force)
- 1995 : Zero Tolerance
- 1995 : Lion Strike
- 1995 : Steel Frontier
- 1995 : The Power Within
- 1995 : Cyber-Tracker 2
- 1996 : Tiger Heart
- 1996 : Los Angeles Heat ("L.A. Heat") (série TV)
- 1996 : Le Monde de minus (Earth Minus Zero)
- 1996 : The Big Fall
- 1996 : Last Man Standing
- 1996 : Rage
- 1996 : The Silencers
- 1996 : The Sweeper
- 1996 : Pure Danger
- 1996 : Dark Breed
- 1997 : La Légende de Bigfoot (Little Bigfoot)
- 1997 : Heaven Before I Die
- 1997 : Riot
- 1997 : Skyscraper (vidéo)
- 1997 : Road Ends
- 1997 : Executive Target
- 1997 : The Underground
- 1998 : À chacun sa vengeance (Recoil)
- 1998 : L'Armée du silence (The Sender)
- 1998 : Extramarital
- 1998 : Wilbur Falls
- 1998 : Échec au complot (Land of the Free)
- 1999 : Hot Boyz
- 1999 : Can't Stop Dancing
- 1999 : Alerte rouge (Running Red)
- 1999 : No Tomorrow
- 1999 : Inferno
- 1999 : Avalanche
- 1999 : Destruction finale (Y2K)
- 2000 : La Proie du rôdeur (The Stray)
- 2000 : The Chaos Factor
- 2000 : Secousses à Los Angeles (Epicenter)
- 2002 : Back by Midnight
- 2002 : The 4th Tenor
- 2003 : Alex et Emma (Alex & Emma)
- 2004 : Spartan
- 2004 : Mon voisin le tueur 2 (The Whole Ten Yards)
- 2004 : Retrograde

### comme Réalisateur
- 1986 : Mayhem
- 1986 : Hollywood in Trouble
- 1987 : Heat Street (vidéo)
- 1987 : The Newlydeads
- 1987 : Epitaph
- 1987 : Fresh Kill
- 1988 : The Glass Jungle
- 1988 : L.A. Crackdown
- 1988 : L.A. Crackdown 2
- 1988 : Emperor of the Bronx
- 1988 : The Killing Game
- 1989 : Pour la mort d'un flic (L.A. Heat)
- 1989 : Faits divers à la une (Midnight Warrior)
- 1989 : L.A. Vice
- 1990 : Repo Jake
- 1990 : The Killer's Edge
- 1990 : Night of the Wilding
- 1991 : The Last Riders
- 1992 : Final Impact
- 1992 : Maximum Force
- 1993 : CIA: nom de code Alexa (CIA Code Name: Alexa)
- 1993 : To Be the Best
- 1994 : Magic Kid
- 1994 : Direct Hit
- 1995 : Zero Tolerance
- 1996 : Last Man Standing
- 1996 : Rage
- 1996 : The Sweeper
- 1997 : Riot
- 1997 : Executive Target

### comme scénariste
- 1986 : Mayhem
- 1986 : Hollywood in Trouble
- 1987 : The Newlydeads
- 1987 : Heat Street (vidéo)
- 1987 : Fresh Kill
- 1987 : Epitaph
- 1988 : L.A. Crackdown
- 1988 : The Killing Game
- 1988 : Emperor of the Bronx
- 1990 : The Killer's Edge
- 1990 : Angels of the City
- 1990 : Night of the Wilding
- 1991 : Ciné maniac (The Art of Dying)
- 1992 : Deadly Bet
- 1996 : Last Man Standing
- 2001 : Zyad Baille Trop